# Área de Conservação da Paisagem de Esna
A Área de Conservação da Paisagem de Esna é um parque natural situado no condado de Järva, na Estónia.
A sua área é de 226 hectares.
A área protegida foi designada em 1972 para proteger o parque de Esna, as suas fontes e os seus arredores. Em 2006, a unidade de conservação foi reformulada para área de preservação paisagística.